# Higuera
Higuera (asztur-leóni nyelven Figal de Albalat) település Spanyolországban, Cáceres tartományban. Higuera Almaraz, Romangordo, Deleitosa és Casas de Miravete községekkel határos. Lakosainak száma 100 fő (2024).

## Népesség
A település népessége az elmúlt években az alábbi módon változott:
| Lakosok száma | 107  | 100  | 108  | 100  | 115  | 110  | 106  | 113  | 106  | 100  |
|               | 2001 | 2004 | 2006 | 2009 | 2011 | 2014 | 2016 | 2019 | 2021 | 2024 |